# Route nationale 1 (Argentine)
Pour les articles homonymes, voir Route nationale 1.
La route nationale 1 (ou route Ricardo Balbín) est une route argentine, qui unit Buenos Aires et La Plata. Depuis 2004, elle s'étend depuis l'autoroute 25 à Buenos Aires jusqu'à la route provinciale 11 sur une distance de 50 km. La route est à 2 × 2 voies sur l'ensemble de son parcours.
Au point kilométrique 31, la route se connecte à la route nationale A004 qui est la route principale vers les zones touristiques côtières de la province de Buenos Aires.
La route traverse les départements de Avellaneda, Quilmes, Berazategui et Ensenada.

## L'ancienne route

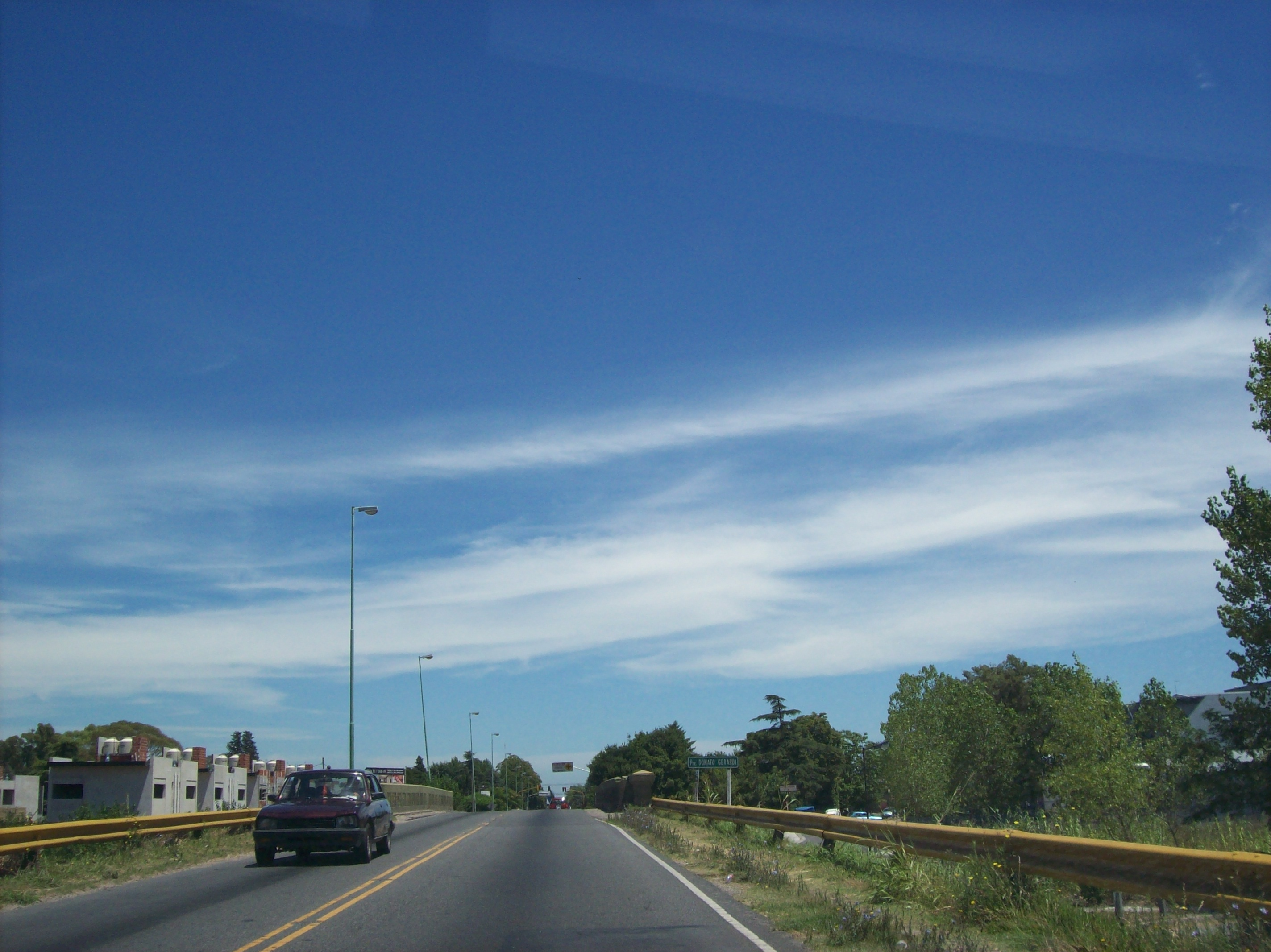
La route à Gonnet, dans la banlieue ouest de La Plata.

Avant 1979, la route nationale 1 était un peu plus au sud. 